# ファーガソン (ミズーリ州)
ファーガソン（Ferguson）は、アメリカ合衆国ミズーリ州のセントルイス郡にある都市。人口は1万8527人（2020年）。セントルイスの北西16キロメートルに位置している。住民の7割がアフリカ系アメリカ人である（2020年） 。
2014年8月9日、青年マイケル・ブラウンが、ファーガソン警察の警官ダレン・ウィルソンに致命傷を負わされた。この事件は国際的な関心を集め、2週間を超えるデモと騒乱を引き起こした（ファーガソン暴動）。

## 歴史
ファーガソンはウィリアム・B.ファーガソンが新駅と命名権として交換にウォーバッシュ鉄道に10エーカー (4.0 ha)の土地を譲渡した1855年に始まった。新駅付近に現れた居住地は、ファーガソン駅と呼ばれた。ファーガソンはセントルイスに繋がる最初の駅であった。
ファーガソンは1894年に市として法人化された。

### 2014年の襲撃
2014年8月9日土曜日、非武装の18歳の男性マイケル・ブラウンは、ファーガソン警察の警官ダレン・ウィルソンに射殺された。事件は事件に関する捜査を求める国際的な要請と同様にファーガソンにおいてデモと暴動を引き起こした。8月11日、連邦捜査局（FBI）は事件に関する市民権と捜査の両方を開始し、エリック・ハンプトン・ホルダー司法長官は司法省に捜査の進展状況を監視するよう指示した。
一夜明けて8月10日、群衆の一部は、略奪や車の破壊、市内数カ所を封鎖するよう要請した警察と対峙し始めた。地元警察は暴動鎮圧用装備を身に着けた警官約150人を集めた。翌日、前夜放火のあったクイックトリップのコンビニエンスストアで群衆を蹴散らすために警察は催涙ガスとゴム弾を発射した。報道によると、ファーガソンで射撃が行われ、5人が逮捕された。8月14日、ミズーリ州のジェイ・ニクソン知事は、直接的な治安維持にミズーリ州ハイウェイパトロールを用いて、ファーガソンの暴徒が「深刻な挑戦」を行っていると表明し、状況を緩和するために「可能な限りの移行」を約束した
。
8月18日月曜日、州兵が午前5時までの夜間外出禁止令も終えたニクソン知事の要請でファーガソンに到着した。一部では暴動が続いていたが、殆どのデモは、平和的で、ある地点では警察に瓶を投げ付けた煽動者を防ぐために人間の鎖が組織された。別の地域では、催涙ガスで対抗する警察に物が投げ付けられた。月曜日にはまたブラウンの家族と日曜日にブラウンの遺体を検視した元ニューヨーク市検視官マイケル・ベイデン博士は、ブラウンは少なくとも6回前方から撃たれ、致命傷は前方から頭頂部に向けて撃たれたもので、火薬が付着していないことから近距離から撃たれたものではないとの検死結果を発表した。

## 地理
ファーガソンは北緯38度44分39秒 西経90度18分19秒 / 北緯38.74417度 西経90.30528度（38.744217, -90.305391）に位置している。アメリカ合衆国国勢調査局によると、市の総面積は、6.20平方マイル (16.06 km2)で、その内6.19平方マイル (16.03 km2)が陸地で、0.01平方マイル (0.03 km2)が水上である。

## 人口統計
ファーガソンの人口は、20世紀の最初の60年で1900年の1,015人から1960年の22,149人まで年平均5％の成長率で急速に増えた。1960年から人口は概ね一定水準を保っている。しかしファーガソンの民族構成は、1990年から変化が見られる。1990年の国勢調査では、白人が73.8％で、アフリカ系アメリカ人は25.1％だった。残りの1.1％は、他の民族に分類された。2000年には、44.7％が白人で、52.4％がアフリカ系アメリカ人であった。2010年には、29.3％が白人で、67.4％がアフリカ系アメリカ人であった。

### 2010年の国勢調査
2010年の国勢調査では、市内には21203人が住み、8192世帯があり、5500家族が暮らしていた。人口密度は3,425.4人毎平方マイル (1,322.6/km2)であった。1,470.9毎平方マイル (567.9/km2)あたり9105戸の家があった。市内の民族構成は、白人が29.3％、アフリカ系アメリカ人が67.4％、先住民が0.4％、アジア系が0.5％、その他が0.4％、混血が2.0％であった。ヒスパニックまたはラテン系が、1.2％であった。
8192世帯の内で39.1％が同居する18歳未満の子供がいて、29.6％が同居する既婚家族で、31.5％が現在夫のいない女性世帯で、6.1％が現在妻のいない男性世帯で、32.9％が家族がいなかった。全世帯の28.2％は、単身世帯で、7.4％は65歳以上の単身世帯であった。平均的な世帯の人数は、2.56人で、平均的な家族人数は、3.12人であった。
市の中間年齢は、33.1歳であった。住民の28.7％は、18歳未満で、10.4％が18歳から24歳で、25.2％が25歳から44歳で、25.3％が45歳から64歳で、10.3％が65歳以上であった。市の性別構成は、44.8％が男性で、55.2％が女性であった。

### 2000年の国勢調査
2000年の国勢調査では、市内に22406人が住み、8612所帯があり、5838家族が暮らしていた。人口密度は1平方マイル当たり3620.6人（1平方キロ当たり1397.6人）であった。1平方マイル当たり1485.2人（1平方キロ当たり573.3人）の平均密度で9191家族がいた。市内の人種構成は、44.8％の白人、52.4％のアフリカ系、0.1％の先住アメリカ人、0.7％のアジア系、0.1％未満の太平洋諸島系、その他が0.4％、2つ以上の混血が1.7％であった。人種に占めるラテン系またはヒスパニック系は、人口の1.0％であった。
8612世帯の内、36.0％が18歳未満の子供と住み、37.9％が同居する夫婦であり、25.0％が夫のいない女性世帯であり、32.2％が単身世帯であった。全世帯の内、27.4％が個人で形成され、9.1％が単身で済む65歳以上の世帯であった。平均的な世帯は、2.56人で、平均的な家庭は、3.14人であった。
市では人口が18歳未満が30.3％、18歳から24歳が8.6％、25歳から44歳が29.7％、45歳から64歳が19.0％、65歳以上が12.5％増加した。中間の年齢は、33歳であった。女性100人につき男性は84.2人であった。18歳以上の女性100人につき男性は76.9人であった。
市の世帯当たりの中間収入は、37134ドルで、家族当たりの中間収入は、43303ドルであった。男性の中間収入が34710ドルであったのに対し、女性は32649ドルであった。市の個人収入は、20524ドルであった。家族の約10.2％と人口の17.6％は、18歳未満の23.2％と65歳以上の13.6％を含めて貧困線を下回っていた.。

## 経済
この市はエマソン・エレクトリックの本社がある。

## 政府
ファーガソンの市長は、3年任期で直接選ばれている。最新の市長選挙の投票率は、約12％であった | 。市長は対抗馬がいなかった。ファーガソン市議会は6人で構成されている。
ファーガソン警察部は下記の公共事業に関わっている。即ちビジネス観察、共同体緊急対応班（CERT）、D.A.R.E事業、近隣観察、学校資源官、機動警備隊である。ファーガソン消防部は24時間体制の消防署が2つある。第1消防署は第2消防署がポンプ・はしご車と予備のポンプ車を保有するのに対してポンプ車と救護車を備えている。

## 教育
セントルイスコミュニティカレッジ-ファーガソン渓谷は約8000人の学生がいて、ファーガソンにある。
ファーガソン・フロリサント学区全区の下記の公立学校は、ファーガソン市内にある。
- マッククルーア南バークレー高等学校（英語版）：在籍数2882人
- ファーガソン中等学校：在籍数700人
- 中央初等学校
- グリフィス初等学校
- ジョンソン・ウォバッシュ初等学校
- リー・ハミルトン初等学校
- ヴォグト初等学校

下記の私立学校は、ファーガソン市内にある。
- カルカッタの聖テレサ校
- グアダルーペ女子校[リンク切れ]
- シオン・ルーサーラン校

ファーガソンは宇宙教育事業を行うセントルイスチャレンジャー教育センターの本部でもある。
ファーガソン市立図書館はセントルイス郡の数個ある各市町村立図書館の一つで、セントルイス郡公営図書館協会の会員である。

## 著名な人物
この一覧には市内で生まれたり嘗て居住したり現在居住している人を含んでいるかも知れない。
- ジミー・ドーリットル：第二次世界大戦で将軍として長距離飛行を行ったアメリカの航空開拓者
- ラルフ・エバーハート（英語版）：将軍で、9.11攻撃の際の北アメリカ航空宇宙防衛司令部司令官[31]
- マイケル・マクドナルド：グラミー賞受賞歌手
- スーザン・ノトランジェロ（英語版）：長距離サイクリスト
- イーノス・スローター：セントルイス・カージナルスの選手
- ヘンリー・タットヒル（英語版）：複合コミックThe Bungle Familyの風刺漫画家
- タイロン・ウッドリー：アメリカの複合軍事アーティストで現在ウェルターウェイト (MMA)（英語版）としてUFCと契約している

## 参照
1. 1 2  “US Gazetteer files 2010”.  United States Census Bureau. 2012年7月8日閲覧。
2. 1 2 3 4
3. ↑  “Quickfacts.census.gov”. 2023年12月15日閲覧。
4. ↑  “Quickfacts.census.gov”. 2023年12月15日閲覧。
5. ↑  Fox, Tim (1995). Where We Live: A Guide to St. Louis Communities. Missouri History Museum. p. 186. ISBN 978-1-883982-12-6
6. ↑  Bryan, William Smith; Rose, Robert; Elwang, William Wilson (1876). A History of the Pioneer Families of Missouri: With Numerous Sketches, Anecdotes, Adventures, Etc., Relating to Early Days in Missouri. Also the Lives of Daniel Boone and the Celebrated Indian Chief Black Hawk, with Numerous Biographies and Histories of Primitive Institutions. Lucas brothers. p. 167
7. ↑  “City History”.   City of Ferguson, MO. 2014年8月13日閲覧。
8. ↑  Montesi, Al; Deposki, Richard (2002). St. Louis Union Station. Arcadia Publishing. p. 9. ISBN 978-0-7385-1983-8
9. ↑  “Ferguson Missouri”.   Aboutstlouis.com. 2014年8月13日閲覧。
10. ↑  “Ferguson Chief Names Darren Wilson as Cop Who Shot Michael Brown”. NBCNews.com. (2014年8月15日) 2014年8月15日閲覧。
11. ↑  Berman, Mark; Lowery, Wesley (2014年8月15日). “Ferguson police call Michael Brown a robbery suspect, identify Darren Wilson as officer who shot him” 2014年8月15日閲覧。
12. ↑  Lind, Dara (2014年8月12日). “Outrage in Ferguson after police shooting of unarmed teenager Michael Brown”.  Vox Media. 2014年8月12日閲覧。
13. ↑  Berman, Mark (2014年8月11日). “FBI opens investigation into shooting of Michael Brown”. The Washington Post 2014年8月11日閲覧。
14. ↑  “Killing of black Missouri man, Michael Brown, draws criticism”. Newsday. Associated Press. (2014年8月10日) 2014年8月11日閲覧。
15. ↑  Yang, John (2014年8月10日). “Looting Erupts After Vigil for Slain Missouri Teen Michael Brown”. NBC News 2014年8月11日閲覧。
16. ↑  “Protests near St. Louis continue for slain teen after riot, arrests”. Chicago Tribune (Chicago, IL). (2014年8月11日) 2014年8月11日閲覧。
17. ↑  Monday, August 11, 2014 8:13 am. “West Florissant explodes in protest of police shooting, more than 30 arrests – St. Louis American: Local News”.   Stlamerican.com. 2014年8月12日閲覧。
18. ↑  Fantz, Ashley; Howell, George (2014年8月11日). “Protesters fill streets after Michael Brown shooting”. CNN 2014年8月11日閲覧。
19. ↑  Scher Zagier, Alan. “Police, protesters again clash outside St. Louis”.   Star-telegram.com (Ft. Worth). 2014年8月12日閲覧。
20. ↑  "Michael Brown killing: Jay Nixon promises 'operational shifts'", BBC, August 14, 2014.
21. ↑  Pearson, Michael, and Ana Cabrera, "Missouri governor: Highway patrol will direct security in Ferguson", CNN, August 14, 2014
22. 1 2 3 4  Davey, Monica; Eligon, John; Blinder, Alan (2014年8月19日). “National Guard Troops Fail to Quell Unrest in Ferguson”. New York Times 2014年8月19日閲覧. "In a news conference on Monday, family members and Dr. Baden said that the autopsy he had performed confirmed witness accounts that Mr. Brown was trying to surrender when he was killed."
23. ↑  Bureau of Census, 1990 Census of Population: General Population
Characteristics, Missouri. Online: “アーカイブされたコピー”. 2014年11月29日時点のオリジナルよりアーカイブ。2014年12月1日閲覧。, p. 56.
24. ↑  “American FactFinder”.  United States Census Bureau. 2012年7月8日閲覧。
25. ↑  “American FactFinder”.  United States Census Bureau. 2008年1月31日閲覧。
26. ↑  “American FactFinder (Ferguson, Missouri)”.   U.S. Census Bureau. 2012年7月24日閲覧。
27. ↑  Howard, Shannon (2014年4月6日). “Election Day brings new leadership to NoCo”. NOCO.  オリジナルの2014年8月20日時点におけるアーカイブ。 2014年8月19日閲覧。
28. 1 2  Vega, Tanzina (2014年8月14日). “Deep Tensions Rise to Surface After Ferguson Shooting”. New York Times 2014年8月19日閲覧。
29. ↑  “St. Louis County Election Results April 2014”.   stlouisco.com. 2014年9月15日閲覧。
30. ↑  “St. Louis County Election Results April 2014”.   stlouisco.com. 2014年9月15日閲覧。
31. ↑  Levins, Harry (2001年4月3日). “Air Force General, a Missourian, may be in line to become next Chairman of Joint Chiefs of Staff”. St. Louis Post-Dispatch (Lee Enterprises):  p. A3.  オリジナルの2014年8月19日時点におけるアーカイブ。 2014年12月25日閲覧. "He is Gen. Ralph E. 'Ed' Eberhart, a native of Nevada, Mo., who grew up in Ferguson and graduated from McCluer in 1964."